# Fairwood (Waszyngton)
Fairwood – jednostka osadnicza w Stanach Zjednoczonych, w stanie Waszyngton, w hrabstwie King.